# 野のなななのか
『野のなななのか』（ののなななのか）は、2014年の日本のドラマ映画である。監督は大林宣彦、主演は品川徹と常盤貴子が務めている。『この空の花 長岡花火物語』の姉妹編にあたる。タイトルの「なななのか」は四十九日を指す。舞台は北海道芦別市。

## あらすじ
北海道芦別市、95歳で亡くなった一人の男。葬儀のため、久しぶりに親族たちが芦別に集まる。なななのか＝四十九日までの間、中原中也の詩を織り交ぜながら、過去と現在、生者と死者とが複雑に入り混じる中、男の青春時代と初恋、そして敗戦後の樺太での凄絶な体験が浮かび上がる。

## キャスト

### 鈴木家とその関係者
鈴木光男
演 - 品川徹
元開業医。コーヒーを愛飲する。80代で引退後、自宅兼診療所で古物店「星降る文化堂」を開設する。
光男の青年時代
演 - 内田周作
鈴木冬樹
演 - 村田雄浩
光男の孫。光男の長男（故人）の長男。札幌在住。
冬樹の妻
演 - 宗方美樹
鈴木春彦
演 - 松重豊
光男の孫で冬樹の弟。泊原発に関わる仕事をしている。
鈴木節子
演 -  柴山智加
春彦の妻。清水信子の秘密に気づく。
田中英子
演 - 左時枝
光男の妹。稚内在住。通夜にガタタンを作る。
英子の少女時代
演 - 猪股南
鈴木カンナ
演 - 寺島咲
光男と同居していた光男の孫。光男の次男（故人）の長女。芦別総合病院の看護師。
カンナの少女時代
演 - 野口愛里彩・斎藤朋香
鈴木秋人
演 - 窪塚俊介
光男の孫でカンナの兄。福島県相馬市に定住することを考えている。
秋人の少年時代
演 - 後藤琢登
高橋良子
演 - 原田夏希
秋人の恋人。
鈴木かさね
演 - 山崎紘菜
冬樹の娘で光男のひ孫。北大生。好奇心が強く、先入観なくさまざまなことを積極的に学んでいく。

### 光男の関係者
清水信子
演 - 常盤貴子
光男の葬儀に現れる謎の女。
若杉稔
演 - 相澤一成
芦別総合病院の内科医。光男と交流があった。
中西安志
演 - 小磯勝弥
芦別総合病院の勤務医。光男と交流があった。「ヤックン」と呼ばれている。
大野國朗
演 - 伊藤孝雄
光男の盟友。絵画に傾倒していた。
大野の青年時代
演 - 細山田隆人
山中綾野
演 - 安達祐実
光男と大野が共に青春時代を過ごした女性。
ソ連兵
演 - デミアン・オーケイン

### 芦別の人々
井上弘樹
演 - 大久保運
冬樹の高校の同級生で寺の住職。
井上百合子
演 - 斉藤とも子
弘樹の妻。冬樹の高校の同窓生。
井上靖子
演 - 野口実結希
弘樹と百合子の娘。
どりこの饅頭のおばさん
演 - 根岸季衣
芦別駅で土産菓子の立ち売りをしている。相馬市出身。
芦別駅の駅員
演 - 大西俊夫
患者
演 - 大丘稔
光男と節煙について話す。
喫茶店店主
演 - 西正伸之
初七日法要の老婆
演 - 斉藤和子
初七日法要の老人
演 - 滝沢修、長谷川等、木村功、上野正志、畠山直隆、中鉢明
いたずら小僧
演 - 宗像輝嗣、中居圭威、藤岡大地、蝦名真也、平島怜樹、後藤美琴、宮越優衣、竹内渉

### そのほか
韓国人の母
演 - イ・ヨンスク
秋人とかさねが知り合った朝鮮人炭鉱労働者の遺骨発掘現場でアリランを歌う。
韓国人の娘
演 - 益子美登里
遺骨発掘調査団長
演 - 長谷川隆博
小佐田留美
演 - 小笠原真理子
光男の診療所で出産時に亡くなる。
林崎敏江
演 - 小笠原真理子
留美の妹。
小佐田みちこ
演 - 野口陽花里
光男が取り上げた留美の娘。
みちこの少女時代
演 - 和蛇田実穂
みちこの赤ん坊時代
演 - 浦野玲
ナレーション
長谷川孝治
野の楽師
ロケット・マツ、あかね、金井太郎、知久寿焼、原さとし、松井亜由美、クリスチィヌ、うつお、大竹サラ、三木黄太、坂本弘道、永畑風人、石川浩司、横澤龍太郎

## 製作
本作製作の起点は1993年に北海道の芦別市で始まった「星の降る里芦別映画学校」である。同校は鈴木評詞が15歳の時に大林監督の映画に憧れて、「いつか自分の故郷で監督に映画を撮ってほしい」と考え、その後芦別市役所の観光課に就職し、大林に映画学校の設立と協力を直訴し作ったものであった。しかしこの映画学校は開校当初は上手くいかず。ようやく軌道に乗り出したのは、皮肉なことに1997年に鈴木が36歳の若さで亡くなった後のことだった。彼の遺志を継ごうと、芦別の多くの人々がこの映画学校の運営に参加するようになり、芦別を舞台にした映画『野のなななのか』へとつながった。
製作費のうちおよそ8割が芦別市民の寄付による、いわば市民自主制作映画。原作もこの企画のための書き下ろしである。1993年から20年にわたって開催された「芦別映画学校」の集大成として製作された。これは、芦別市民有志主催の年一回の映画イベントで、大林宣彦が「校長」をつとめていた。市民有志は舵取りの鈴木を失い、どうしようかと悩んだが、鈴木の弔い合戦と意を決し、「自分たちの町が映画のメインロケ地になるなんて、一生に一度あるかないか。合い言葉は『一生に一度の苦労をみんなでしようぜ』」と映画製作に協力した。作品の冒頭で、このイベントの発案者であり、大林を招聘した人物でもある芦別市職員・鈴木評詞（1997年没）への献辞がある。

### 脚本
長谷川孝治原作の『なななのか』は、家で四十九日をしているという話で、広大な芦別の野原を思い浮かべると、家の中のなななのかより、『野の』つけて野原でなななのかをやる方がいいんじゃないかな、と大林恭子が大林宣彦に進言した。

### キャスティング
常盤貴子の主演、大林作品初参加は以下の経緯による。常盤は『ふたり』を封切時に観て以降、大林監督の大ファンになり、デビュー間もない頃、「黒澤明監督と大林監督の映画に出たい」と映画雑誌のインタビューで話していた。しかし常盤はその後、テレビドラマで多くの主演を張るトップ女優となり、そのインタビューを見ていた大林サイドも常盤の事務所に出演オファーを出してはいたが実現しなかった。常盤は2009年のNHK大河ドラマ『天地人』で、長岡市出身のお船の方を演じたことから、その年の長岡まつりに招待され、花火に大感激し、2年後、プライベートで長岡花火に訪れた。そこへ『この空の花 長岡花火物語』の撮影クルーが来ていて、常盤の方から大林監督に挨拶して「ファンです」と伝えたところ、大林が「いつか一緒に映画をやろうね」と応え、それが本作で実現した。

## 上映
2014年1月31日、本作の完成披露試写会が行われた。3月2日、ゆうばり国際ファンタスティック映画祭のクロージング作品として上映された。5月10日に北海道で先行公開、5月17日に全国公開された。

## 評価
中山治美は、「日本に不穏な空気が流れる今、大林監督はあえて自主映画でメッセージ性の強い作品を世に放つ。その覚悟と迷いのなさが力強い映像と言葉になって、観る者を圧倒する」と述べて、本作に5点満点の5点を与えた。古賀重樹は、「戦争体験の風化が進む現代の日本人に対する危機意識」が本作の根底にある、と指摘した。佐野亨は「近年の日本映画のなかでも最も独創的かつ刺激的な傑作」と評した。五十嵐太郎は、本作での常盤貴子と安達祐実を評価した。
第6回TAMA映画賞にて、最優秀作品賞を受賞した。第29回高崎映画祭では、最優秀作品賞と特別大賞を受賞したほか、常盤貴子が最優秀主演女優賞を受賞した。第88回キネマ旬報ベスト・テンにて、日本映画の第4位に選ばれた。第24回日本映画プロフェッショナル大賞では、ベストテンの第5位に選ばれたほか、品川徹が本作での演技および長年の俳優活動により特別賞を受賞した。